# ブリーチング

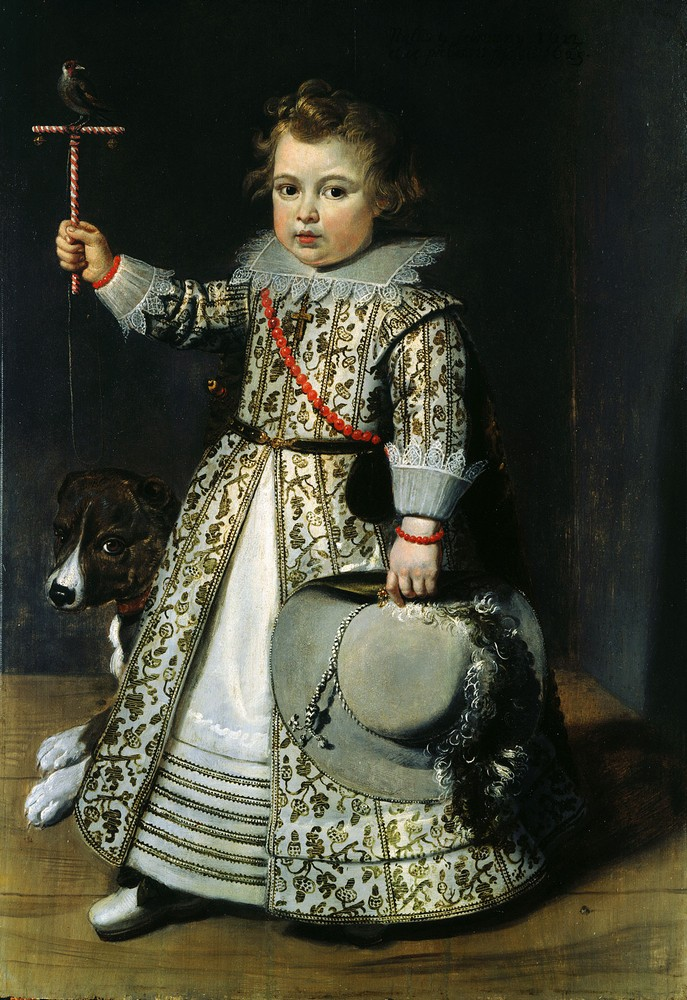
1625年のフラマン人の男児を描いた肖像画。ドレスのスカートはどちらにもタックが入っているため、身体が大きくなってもゆとりがある。髪型と帽子は明らかに男性のもので、剣（または短刀）をはき、歯育のための赤い珊瑚のネックレスをしている

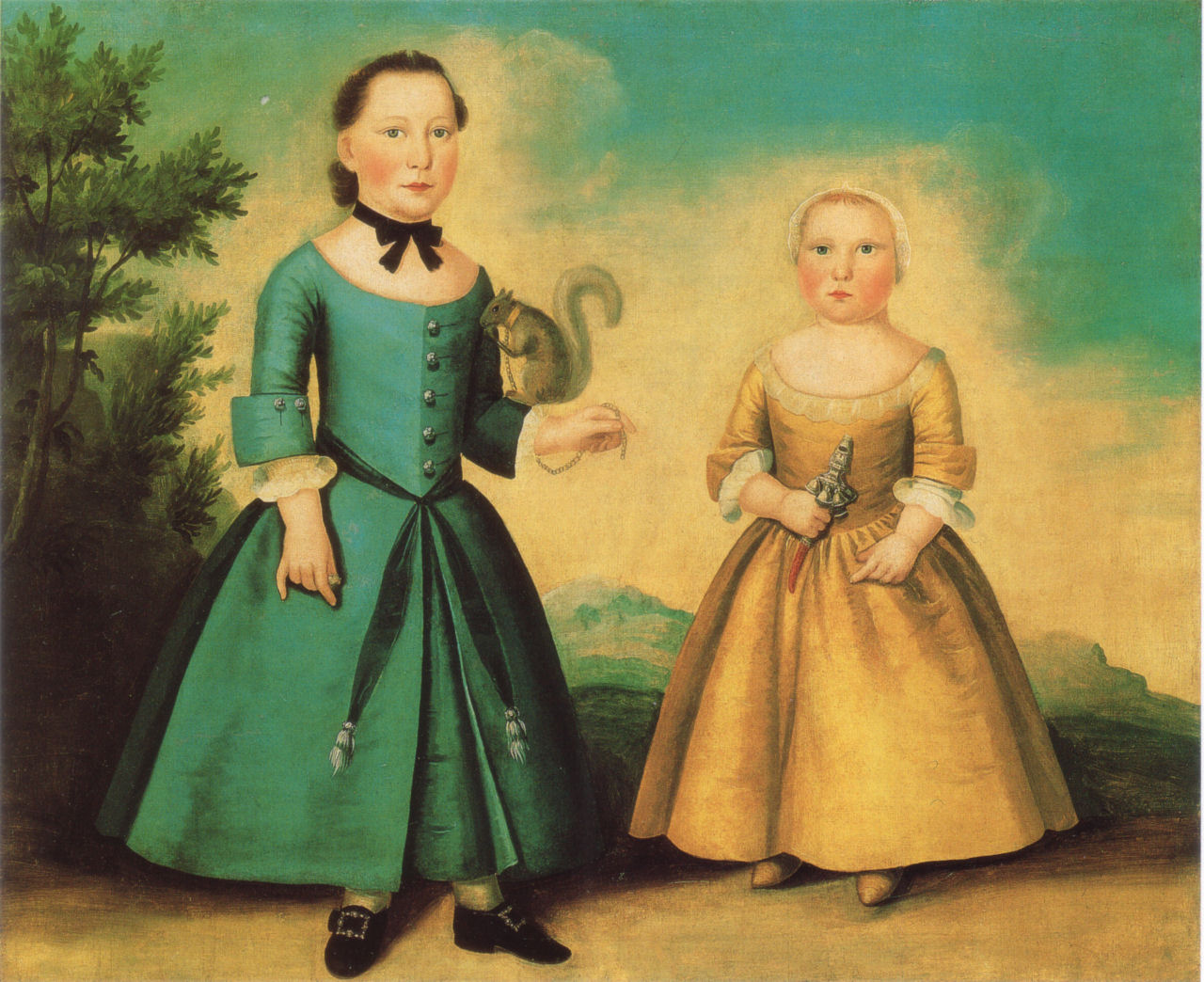
ボストンの男児とおそらく女児、1755–1760年ごろ

ブリーチング (Breeching) とは、一定の年齢を迎えた男児がはじめて半ズボン（ブリーチズ）や長ズボンを穿（は）く儀式または習慣のことをいう。 16世紀半ばから19世紀後半または20世紀初めにかけて、西欧社会における男児はおよそ2歳から8歳になるまではガウンやドレスを着ており、ブリーチズを穿く習慣がなかった（アンブリーチ）。比較的細かな違いとはいえさまざまな様式があり、現代の美術史家はそのコードに従って肖像画に描かれた子供の性別を見分けることができる。
ブリーチングは男子にとって重要な通過儀礼であり、周囲の人は大いに期待してそれを待ち望むとともに、実際にブリーチングを迎えるときにはささやかな宴を催して祝うものだった。男児の親がそれまで以上に子育てに関わる契機になることも多かった。

## 由来
男児が女児と同じようなドレスを着ていたことの由来ははっきりしていない。しかし例えば、トイレの躾のため（あるいはその躾まえだから）と説明されることはある。かつてのブリーチズやトラウザーズは金具の留め方も複雑であり、おそらくそれを容易に脱ぐことができる年齢に達した男児がはじめて穿くものだった。およそ1550年ごろまでは、たいていの成人男性があらゆる場面で種々の着丈の長いローブを身に着けていた。そのため男児が同じような装いをしていても、それが何か固有の現象であるかのようには言われなかった。ドレスは身体が大きくなってもすぐ着られなくなるわけではなく、階級を問わずに衣服が現代よりはるかに高価であった時代には重宝された。分別のつく年齢はふつう7歳前後と考えられており、この年齢になった男児はおよそどの時代でもブリーチングを済ませていた。スペイン王フェリペ4世の息子であるアウストリア公バルタサール・カルロスの肖像画は多く残っているが、6歳ごろのものはブリーチズを穿いた姿で描かれている。
労働者階級の子供にとっては、現代の恵まれた環境にある子供と比べてわかっていることが少ないとはいえ、ブリーチングが彼らが労働者としての人生を歩みはじめることを意味したことに違いはない。1761年の小説『トリストラム・シャンディ』には主人公が半ズボンを穿くことをめぐって両親が意見をたたかわせる場面があるが、このことはこの儀式をいつ行うかがだいぶ恣意的であったことを示唆している（この小説では、息子がブリーチングを行う年齢を迎えたと主張したのは父親のほうであった）。17世紀のフランスの僧でありその回想録で知られるフランソワ＝ティモレオン・ド・ショワジは、18歳になるまで女性の服装をしていたと考えられている。

## 祝宴
19世紀後半には、新しいズボンを穿いた男児とたいていはその父親が、一緒に記念写真を撮ることがよくあった。男児は新調した服を着て近所の人に見せてまわり、ささやかな祝儀をもらうこともあった。男児だけでなく母親の友人たちも集まって、男子が成長した姿を鑑賞するのであった。アン・ノースという未亡人が、父を失い、気もそぞろの息子に送った1679年の手紙には、孫のブリーチングのことが詳細に書かれている。孫がそれまで着ていた服のことを、このアン・ノースはコート (coats) といっている。

## ブリーチング

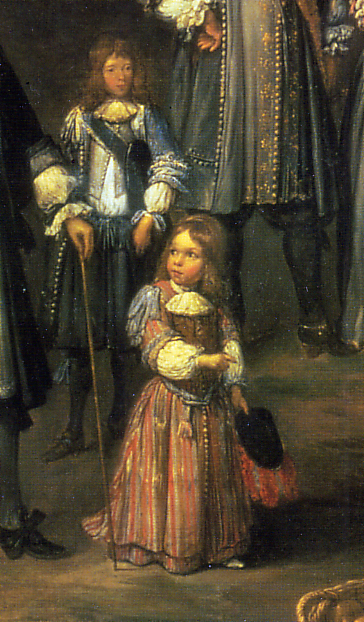
イングランドの男児（1670年）

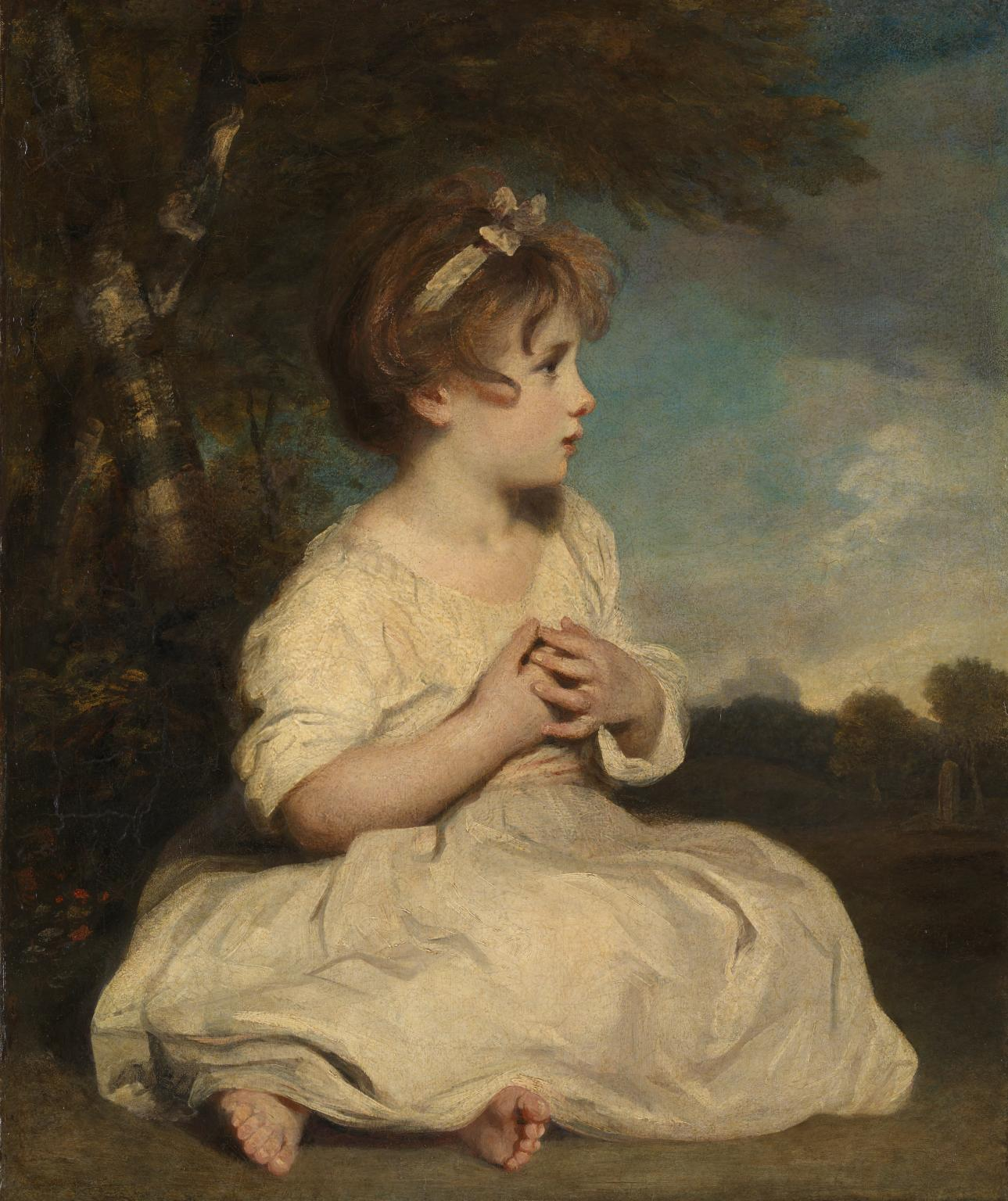
ジョシュア・レノルズ『無垢の時代』（1780年代）

男児にとっても女児にとっても、成長するとまずその衣服の丈が短くなる（shortcoated）、あるいは赤子の頃から着ている足よりも長い丈の衣服を着なくなる。この丈の長い服は、現代でも洗礼服としてその名残がある。歩き始めたばかりの幼児が着るガウンは、肩のところに布状のほそい紐やかざり紐がついており、大人はこの手引き紐を操って幼児の歩行を支えていた。
この段階を過ぎても、近世ヨーロッパでは、富裕層が注文してつくらせるような肖像画に描かれる子供であれば、正確にそれが誰かはわかっていなくとも、性別を判断することはそれほど難しくない。一方でいわゆる風俗画では幼い子供はよほど大きく描かれないかぎり細部まで描きこまれることはなく、画家も絵の中に子供の性別を明らかにするような道具をわざわざ描いたりしないものである。労働者階級の子供はおそらく豊かな家柄の子供に比べれば、どちらの性別でも着るような服をおさがりで着ることが多かった。肖像画における服の色彩を見れば、大人同様にざっくりとした性別の判断基準となる。女児であれば白か淡い色合いで、男児であれば赤などもっと濃い色になる。おそらくこの傾向は当時の風俗を完全に再現しているわけではないが、髪型の違いや、胸元、のどや首、腰、そして袖口のつくりの違いなどはだいぶ正確だといわれている。
19世紀になると、おそらく子供時代の描かれ方が感傷的になるためだが、男児か女児かを服装を見て判断することは難しくなる。髪型は依然としてもっともわかりやすい手がかりであるものの、それも母親次第といえる。この時代になると、ブリーチングが儀式として残る地域でもその年齢は2歳か3歳ごろまで低くなる。ほとんど時代を通じて男児は髪が短く、まっすぐに下ろすことがふつうである。一方で女児は髪が長く、19世紀初めにはとくに肖像画のモデルになるような特別な場合には大人のように髪を「アップ」にすることもあった。この時代、髪をアップにすることそれ自体が思春期の女児にとっては重要な通過儀礼であり、社会に「出ていく」ことの一環であった。もっと幼い女児は常に長く下ろすか、髪を編んでいる。時として、男児の帽子の下から長いカールした髪が覗いていることもある。男児でもっとも多いのは横分けで、女児の場合は真ん中分けである。
女児のボディス（胴着）は、少なくとも上等のものであれば、大人が着る服と同じつくりであり、広い襟ぐりのものを着てネックレスをすることが一般的であった。男児は、常にというわけではないがほとんどの場合、首のところまでつまった、正面でボタン留めになっている前開きのドレスを着ていた。これは女児には稀な特徴である。ベルトもすることがふつうで、女性のドレスはV字ウエストが一般的であった時代には幼い女児の服にもよくこのデザインがみられたが、男児にはない。首元や袖口にリネンやレースを使うことは、男女ともに、大人の服から取り入れたものである。肖像画に描かれる服がけして日常的な服装ではなかったことは間違いないが、かといって一番良い服を着ていたかどうかも確かではない。
ブリーチングを迎える前の貴族の子息が、ベルトに剣や短刀をはいている例もみられる。シェイクスピアの『冬物語』に登場するシチリア王リオンディーズによる肖像画に関する次の台詞は、あたかも常識のように語られているが、それが純粋に戯曲のための存在であり、実際には描かれたはずがないことを示唆している。
Looking on the lines

Of my boy's face, methought I did recoil

Twenty-three years, and saw myself unbreech'd

In my green velvet coat, my dagger muzzled,

Lest it should bite its master, and so prove

(As ornament oft does) too dangerous.
彼はまた、自分のドレスを「コート」(coat) と呼ぶ。コートはフランスとイギリスの言葉であり、中世に遡れば、男性がかつて着ていたガウンのことであったが、男児の服としてその習慣が残っており、性別を判定するためのよすがとなっている。
ふつう男児が宝石をつけることはないが、もし身に着ける場合は記事冒頭のフラマン人の男児がしているような珊瑚のネックレスなど、濃い色合いのものが多かった。珊瑚は、当時の医学者から歯の発育に最適の素材と考えられており、ラトル〔がらがら〕や（銀製の）笛、おしゃぶりなどと組み合わせたものが多くの肖像画に描かれている。
肖像画ではごく幼い女児も、ネックレスをしていることがあり、素材はパールが多い。ヴァン・ダイクがチャールズ1世の子供たちを描いた肖像画では、ネックレスの有無とドレスの色合いだけが、ブリーチング前のジェームズ（4歳）と妹エリザベスとを区別する根拠である。一方でそれぞれ7歳と6歳のチャールズとメアリは、すでに大人と同じ装いをしている。性別を混同されないように、注文を受けた画家は男児には男性的なおもちゃを持たせる傾向にあった。例えば太鼓やおもちゃの馬にふる鞭、弓などである。

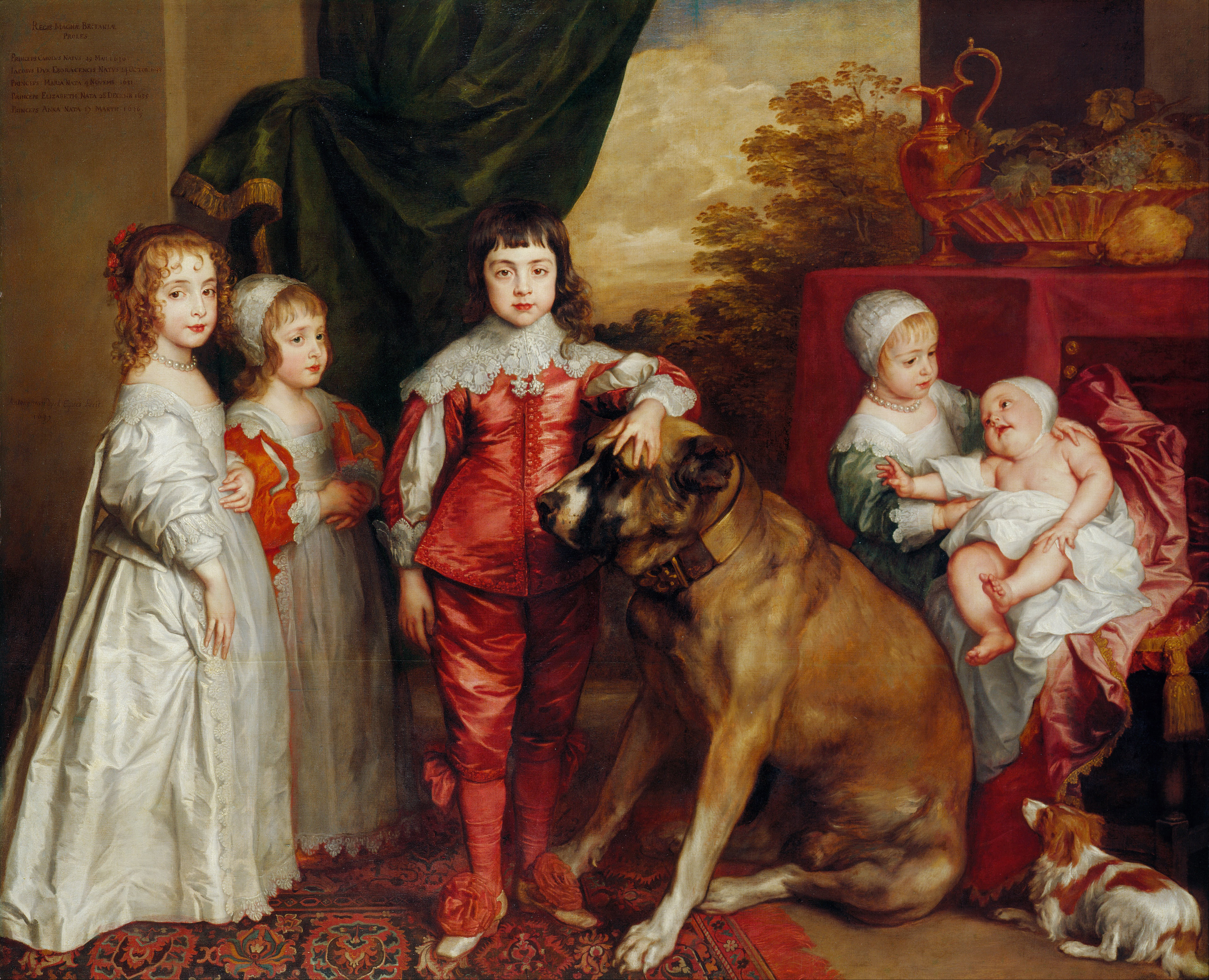
1637年にヴァン・ダイクによって描かれたチャールズ1世の子供たち。左からメアリ、ブリーチング前のジェームズ（4歳）、チャールズ、エリザベス、アン

## 19世紀以降
18世紀後半には、子育てについて新しい考え方が生まれ、衣服もそれにふさわしいと考えられるものが選ばれるようになった。幼児はフロックと呼ばれるリネンあるいはコットンでできた洗濯の可能な服を着た。イギリスやアメリカの男児は、3歳ごろから比較的丈の短いパンタロンやジャケットを着るようになった。ごく幼いあいだはスケルトン・スーツという上着とズボンを組み合わせた服を着る習慣が登場した。これらはドレスに代わる初めての子供服であり、ヨーロッパ中で流行した。

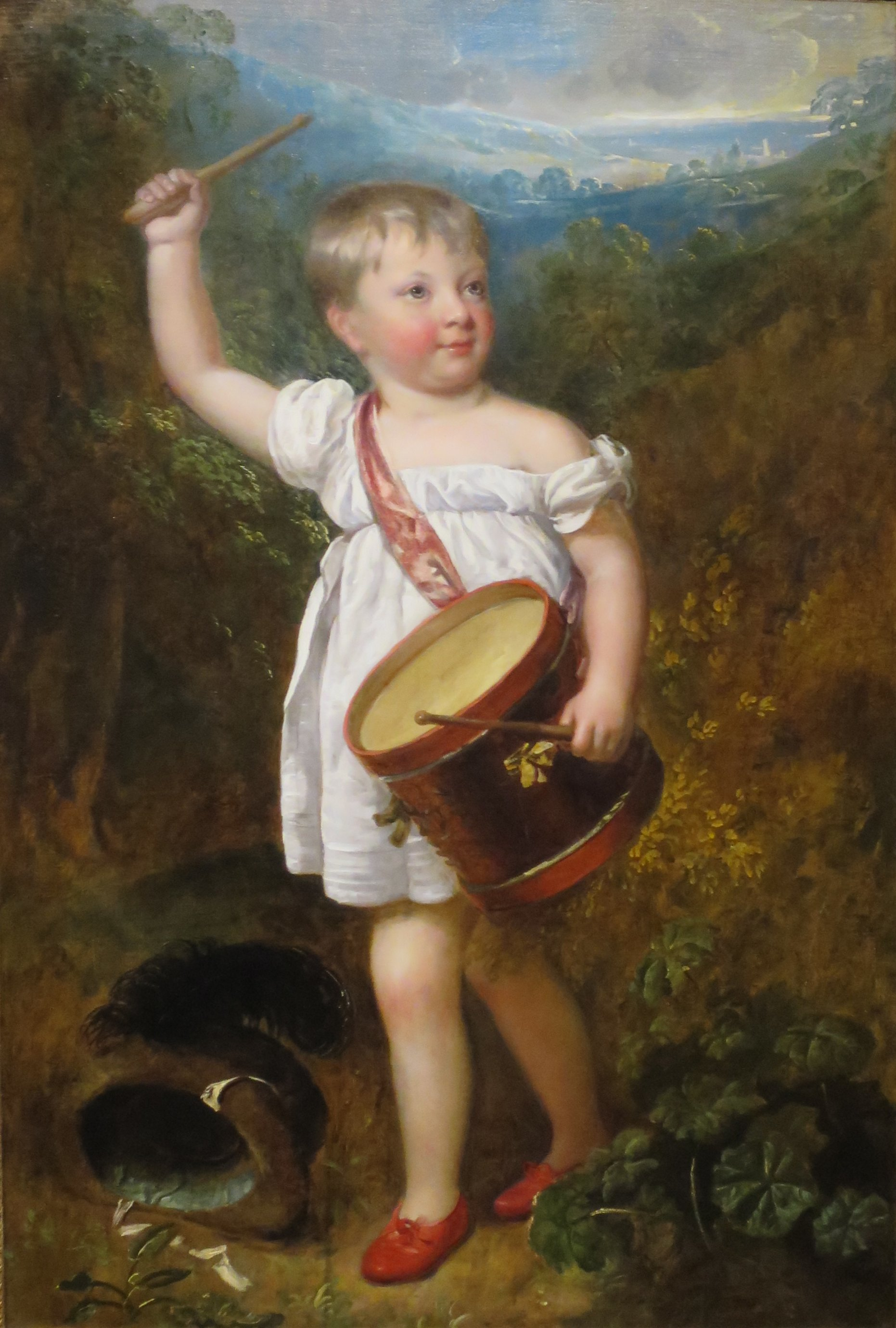
薄いフロックを着た男児。地面の帽子と太鼓から性別がわかる（ウィリアム・ビーチーによる『マスター・ゴスリン』、1800年）

スケルトン・スーツはズボンとぴったりした上着を腰かもっと高い位置でボタンで留めるもので、20世紀初頭に登場するロンパースともまた異なる服である。しかし、男児がドレスを着る文化は消滅せず、1920年代にはふたたび一般的になった。このころには膝丈のものが主流になり、下にパンタレットを穿いて特に隠さないものだった。そしてやはり女児もこの格好をしていた。

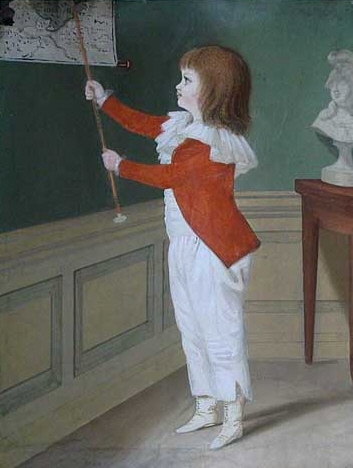
イギリス風のパンタロンとジャケット（ドイツ、18世紀後半）

その後、19世紀半ばから、男の子は成長してブリーチングを迎えるとたいていショーツ（丈の短いズボン）を穿くようになった。ショーツはドレス同様に身体が大きくなっても着ることができ、また安価であった。ニッカボッカーズも登場するのもこの頃である。イギリスなど一部の国では、9歳から10歳になるまで男児の学校の制服にショーツが採用されていた。ブリーチング後でも男児の上着は大人ものより裾が短いが、これはスモーキングジャケットやスポーツジャケットなど、はじめはカジュアルな装いとして生まれ、その後定着した、大人の着る裾の短いジャケットに影響を与えた可能性もある。第一次世界大戦後には、乳児を除けば、ドレスを男児が着る習慣はほぼ完全に廃れたと考えられる。

## ギャラリー

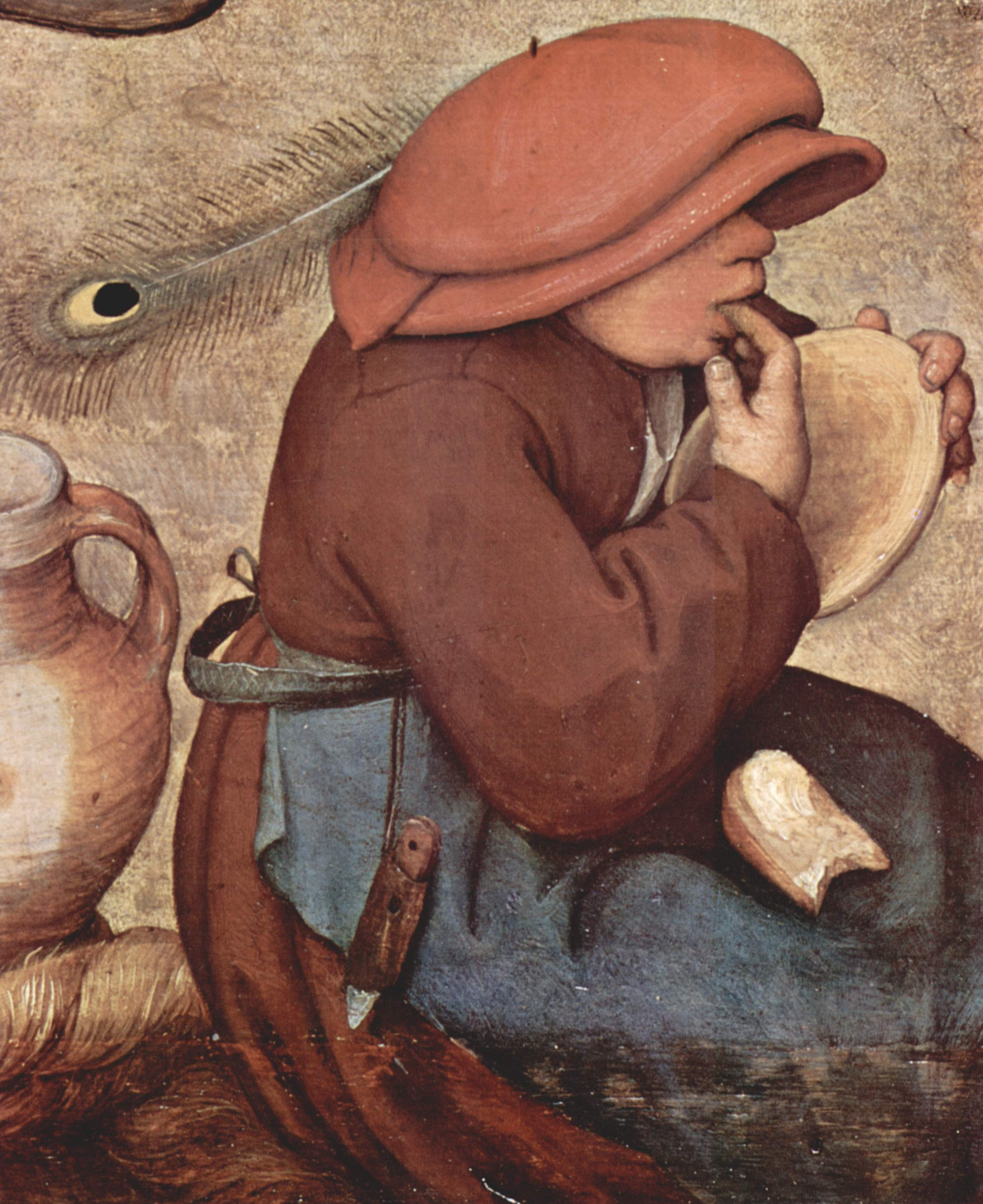
ピーテル・ブリューゲルの『農民の婚宴』（1568年頃）の抜粋。帽子から男児とわかる
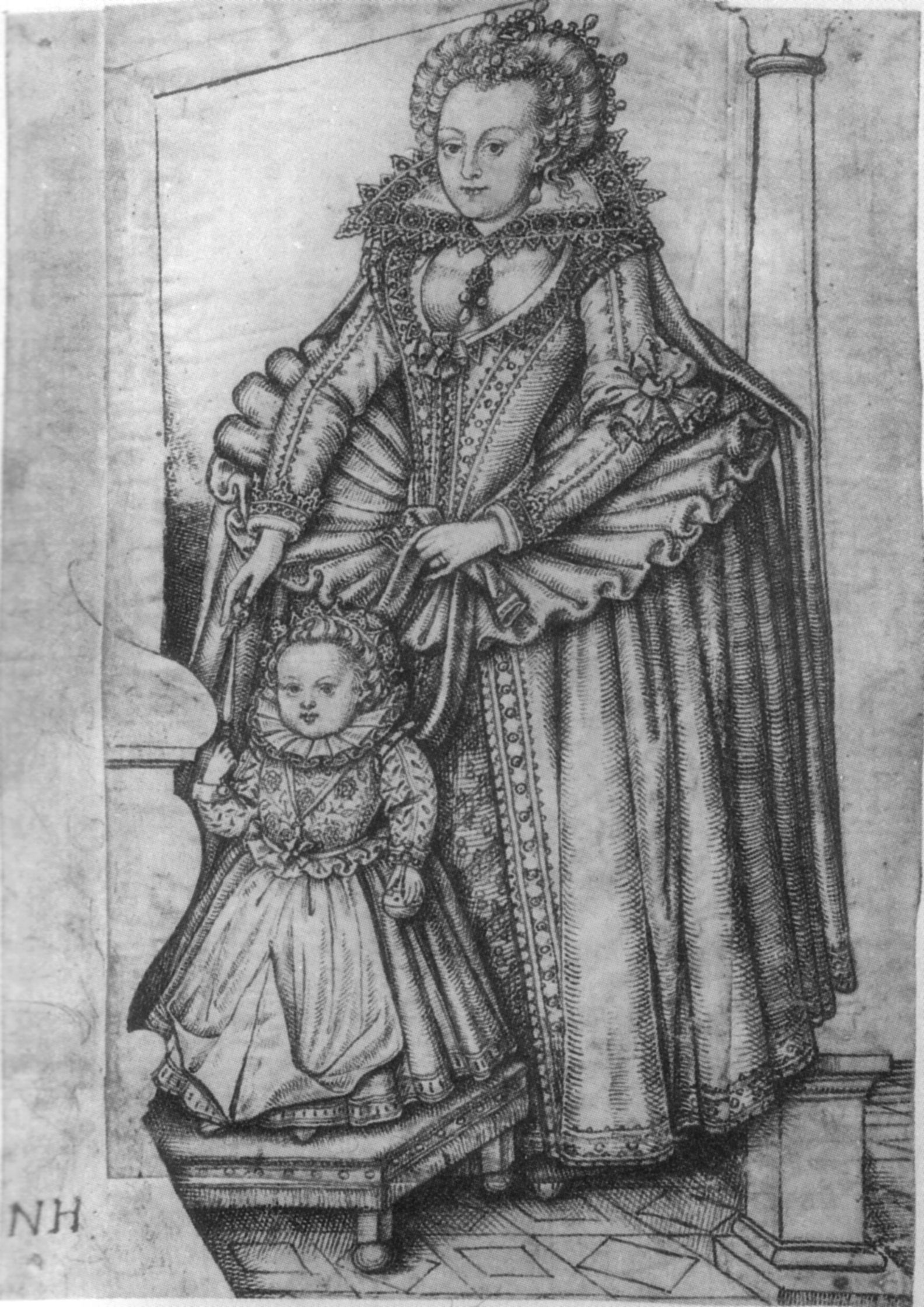
1615年ごろのニコラス・ヒリアードによるエリザベス・ステュアートとその息子ハインリヒ・フリードリヒ（彼のドレスには手引き紐がついている）
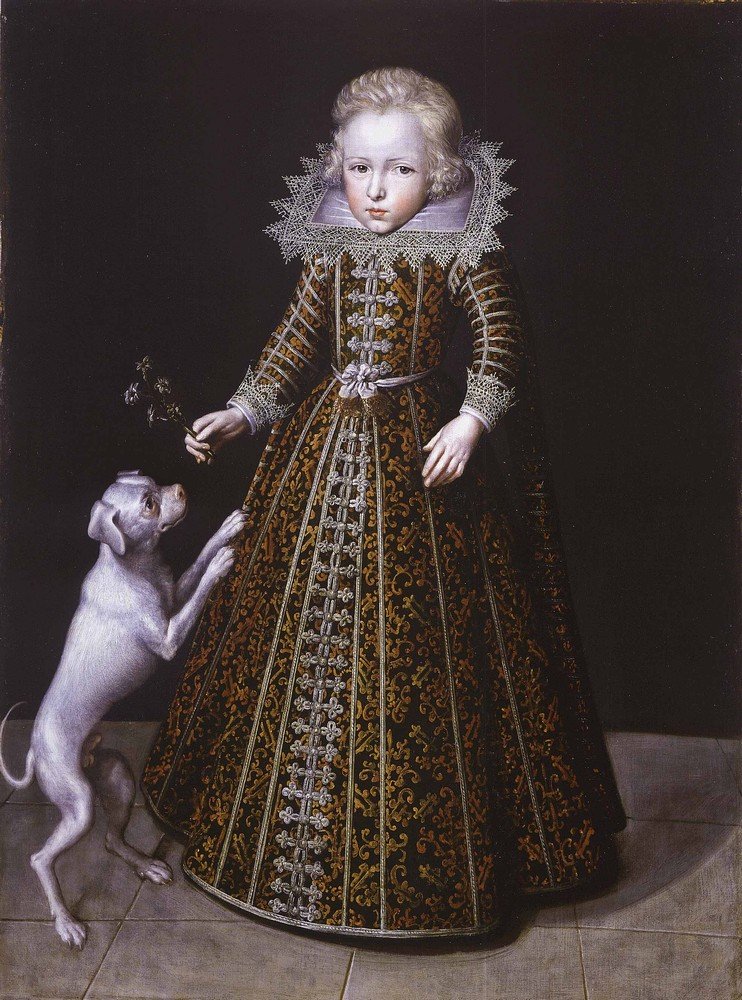
デンマーク王クリスチャン4世の子ウルリク（1615年）。髪型と犬の活発な様子から男児とわかる
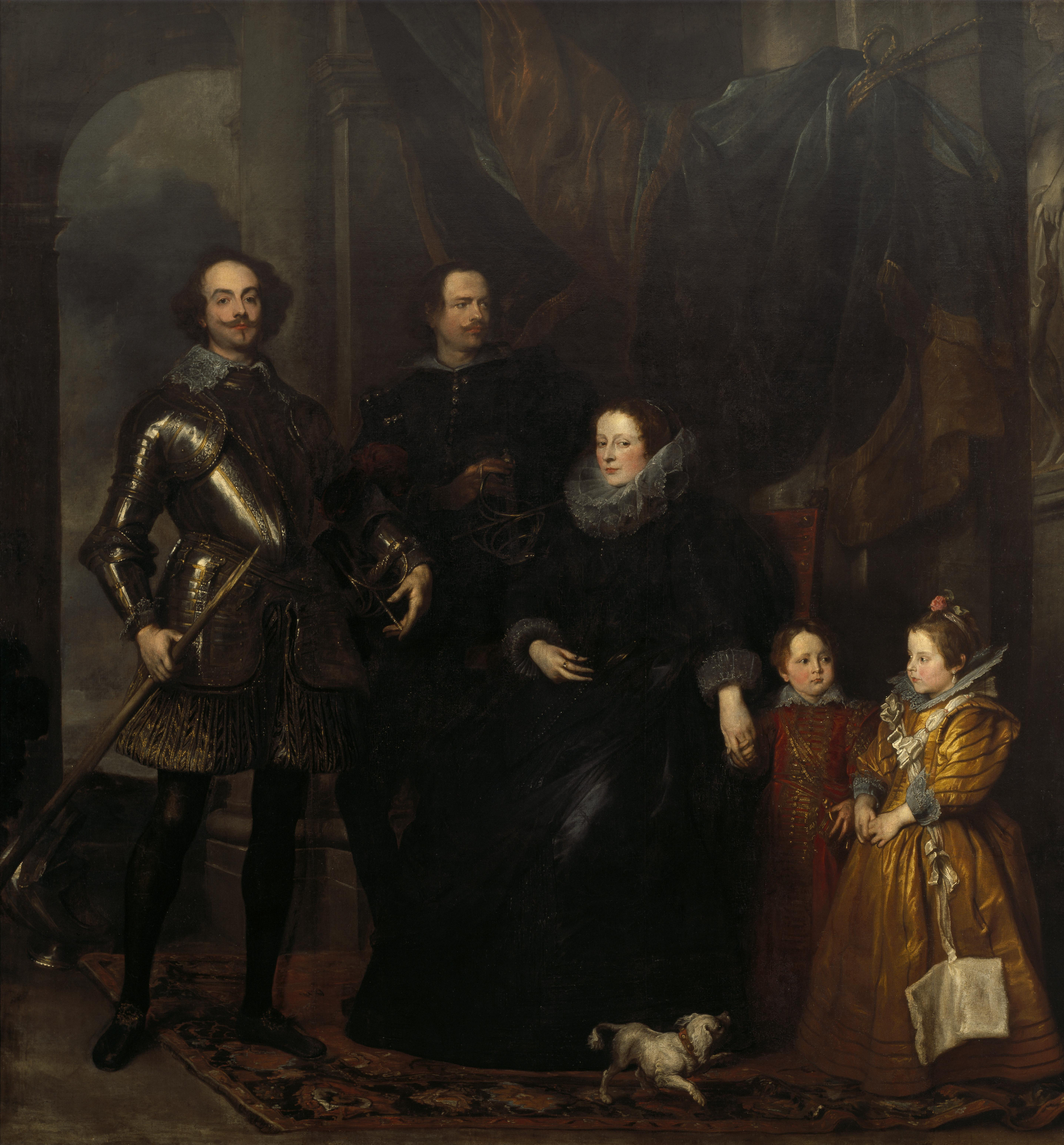
アンソニー・ヴァン・ダイクによるジェノアのロメッリーニ家の肖像画（1623年）
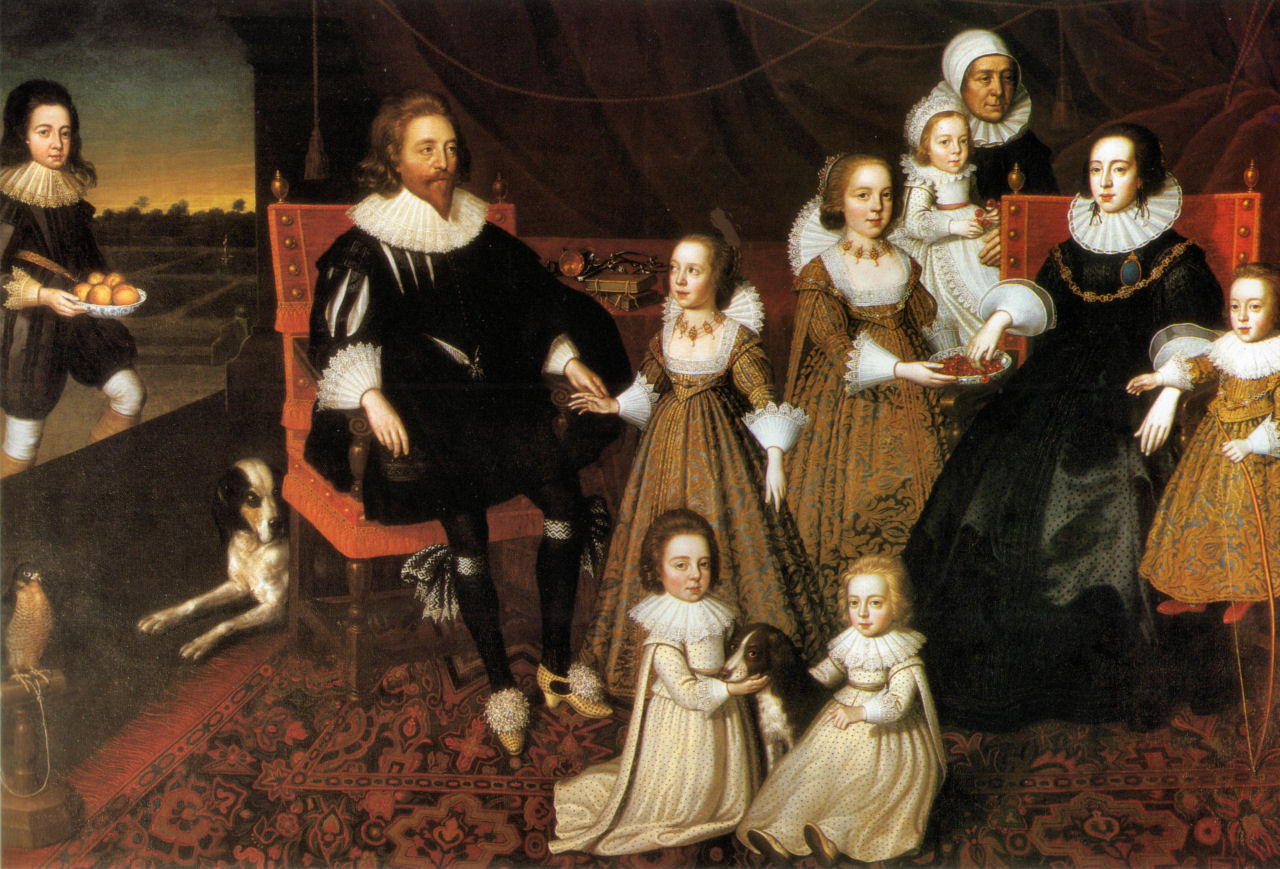
イングランドのルーシー家（1625年ごろ）、手前の二人と母が抱える一人が男児であり、自分の背丈ほどの弓を手にしている。乳母がついている赤子もおそらく男性である。
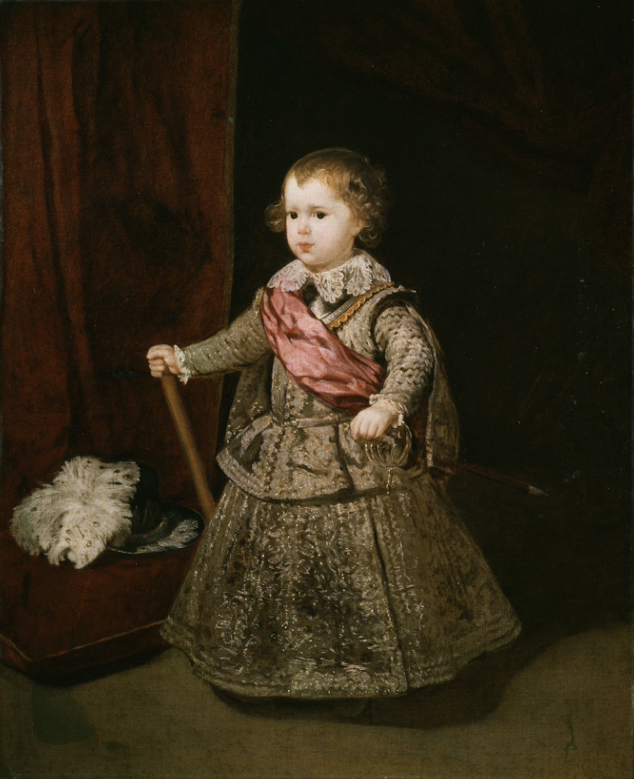
ベラスケスにおるフェリペ4世の長子バルタサール・カルロス。剣をはき、バトン（元帥杖）を手にしており、鎧ののど当てをしている
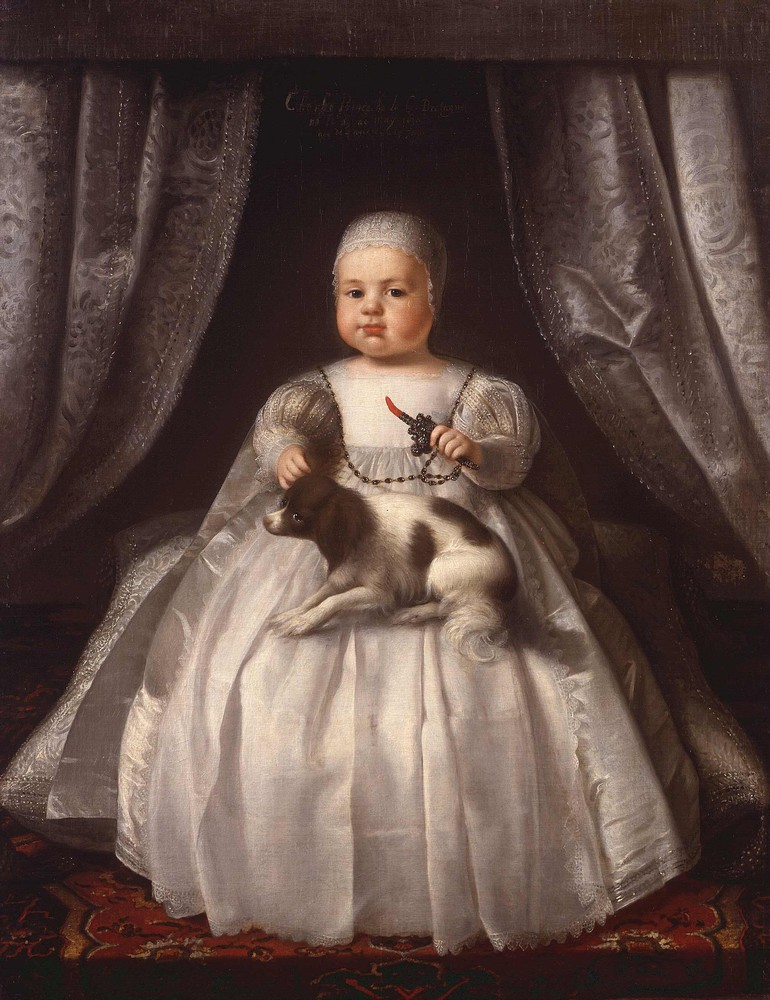
丈が短くなる前のチャールズ2世の肖像画（1630年）。歯の発育のための珊瑚をもっている
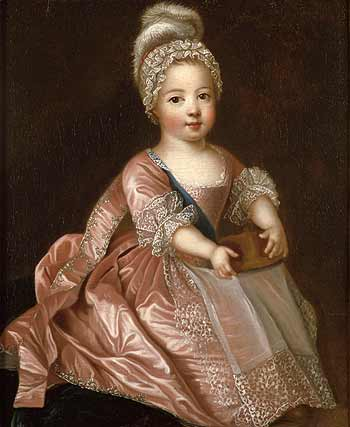
ルイ15世（1712年）
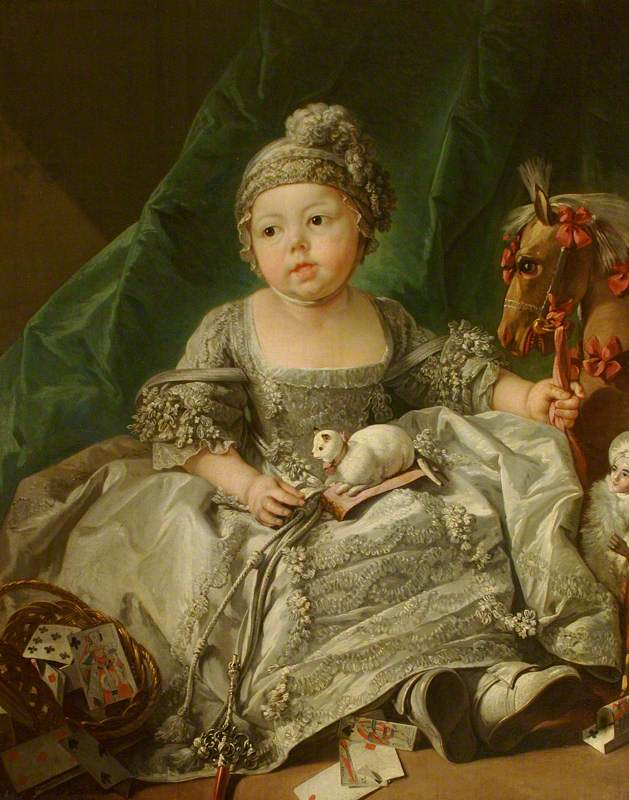
フランソワ・ブーシェによる3歳のルイ・フィリップ2世。トランプをはじめとして寓意的なおもちゃが描かれている
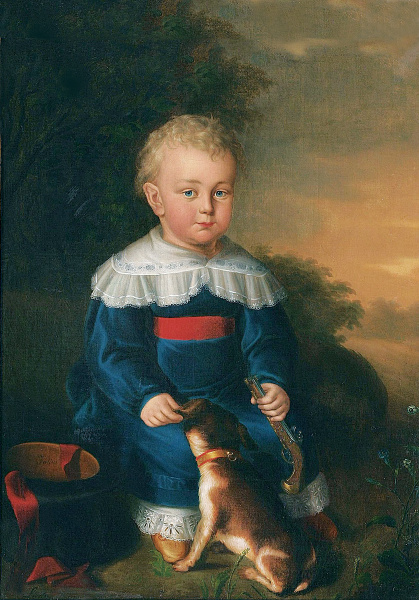
18世紀半ばのドイツの男児。銃と帽子、犬がアトリビュートとなる
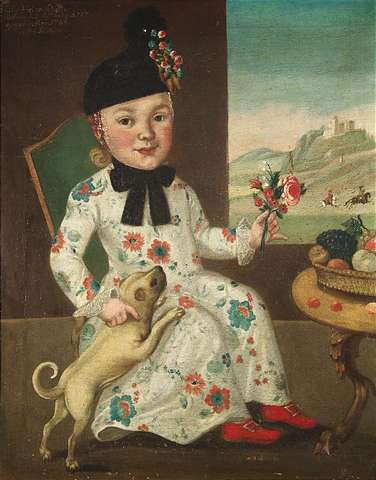
3歳のドイツの男児（1769年）
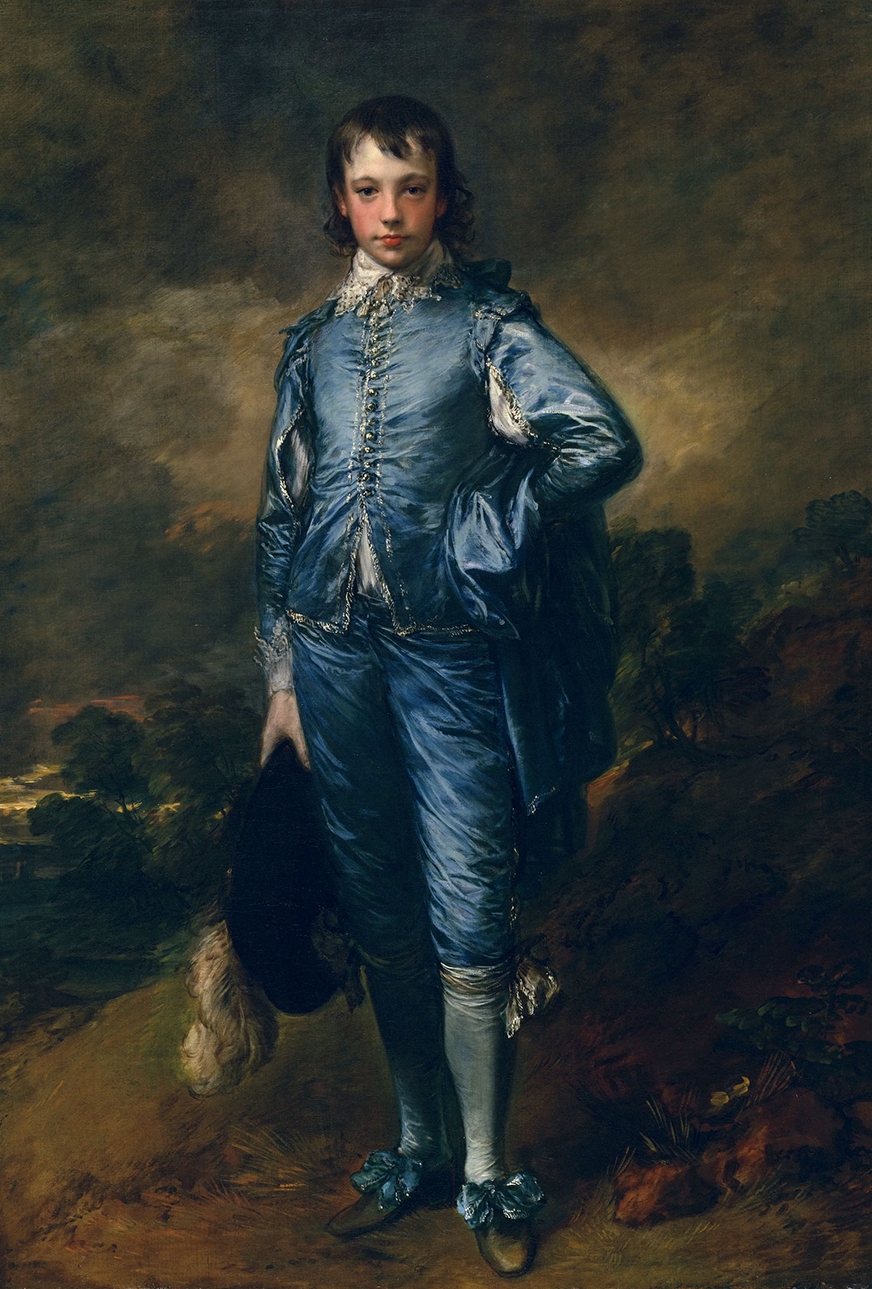
トマス・ゲインズバラによる『青衣の男児』（1770年ごろ）。ヴァン・ダイクの時代をおもわせる、仮装めいた衣装立てである
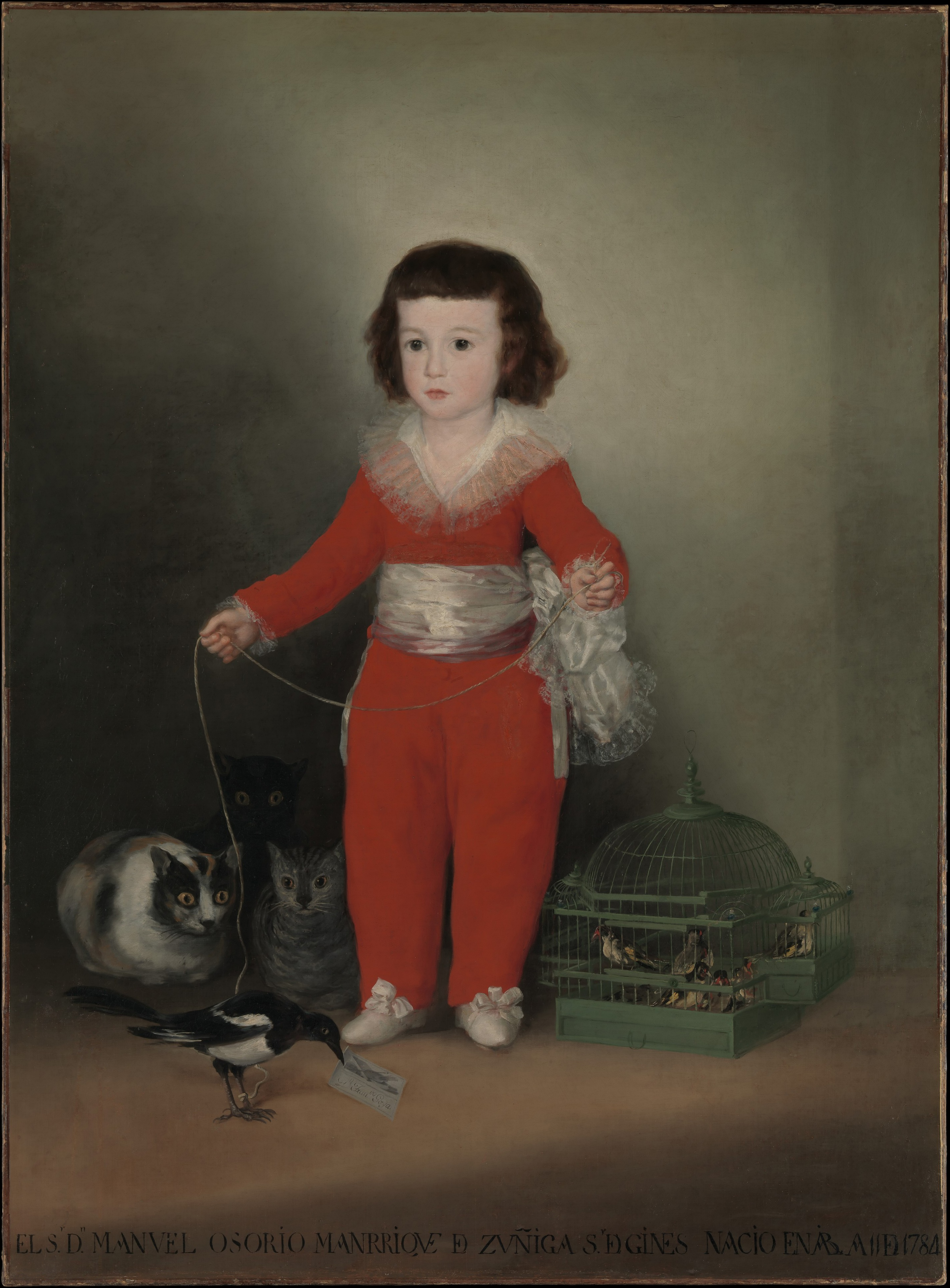
ゴヤによる肖像画（1784年）、スケルトン・スーツかそれに近い服装をしている
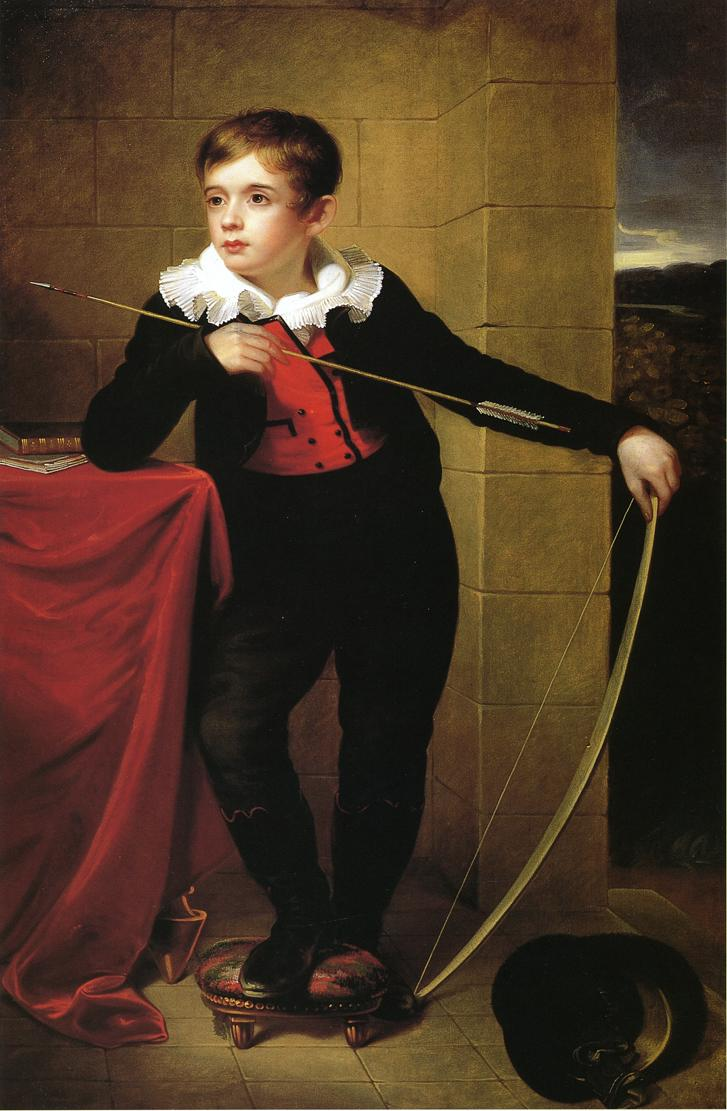
レンブラント・ピール（英語版）による1812年の肖像画。アメリカの男児が特別にあつらえた上下そろいの服を着ている
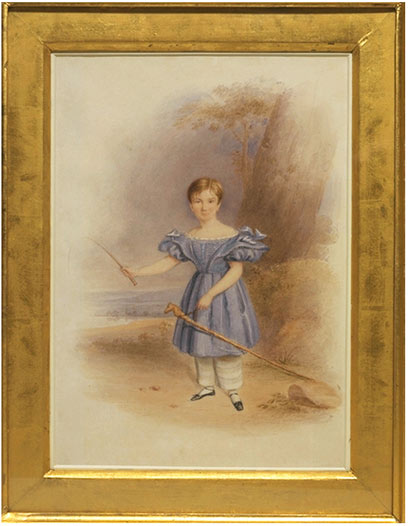
イギリスの水彩画（1836年）。男児が丈の短いドレスを着ており、その下に穿いたパンタレットも見える
コローによる1843年ごろの作品。性別をはっきりさせる必要がある場合、画家は積極的に男性的な道具を描きこんだ（この絵の場合はむちである）
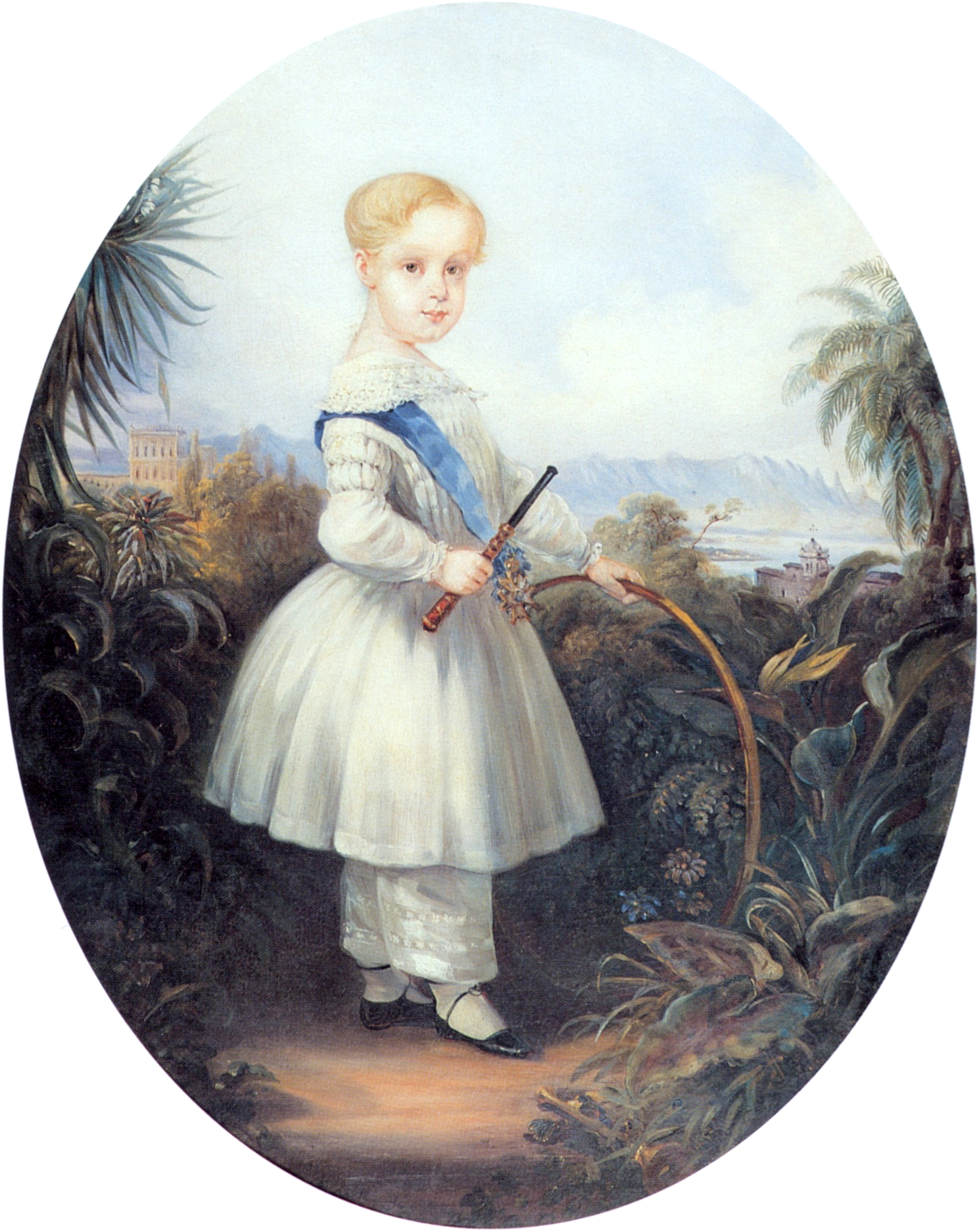
ブラジル皇帝ペドロ2世の長男アルフォンソ（1846年）。輪回しの道具を手にしている
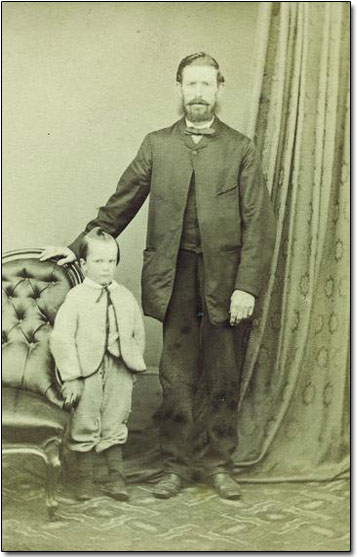
イギリスのブリーチングの記念写真。ニッカボッカーズを穿いている（1867年ごろ）
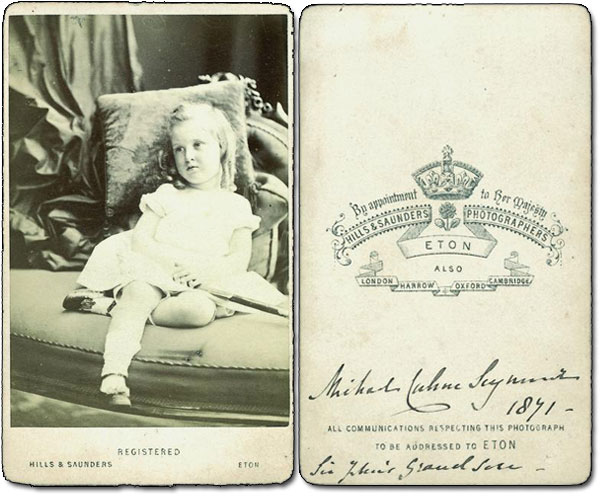
イギリスの男児の写真（1871年）裏側に名前が書かれていなければ、性別を判定することは難しかった
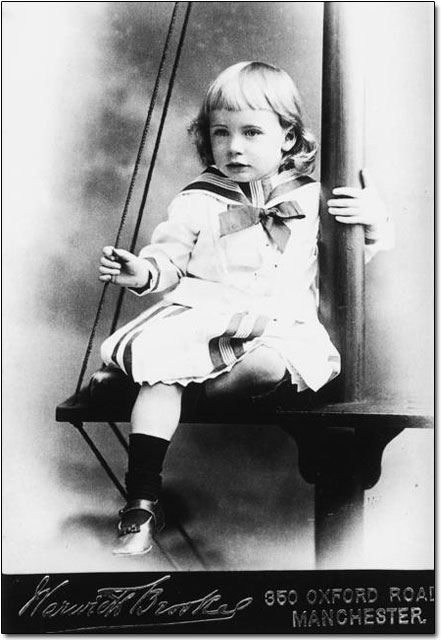
水兵の格好をした男児（19世紀後半）。写真スタジオに軍艦のマストが小道具として用意されているのが一般的であったことは明らかである
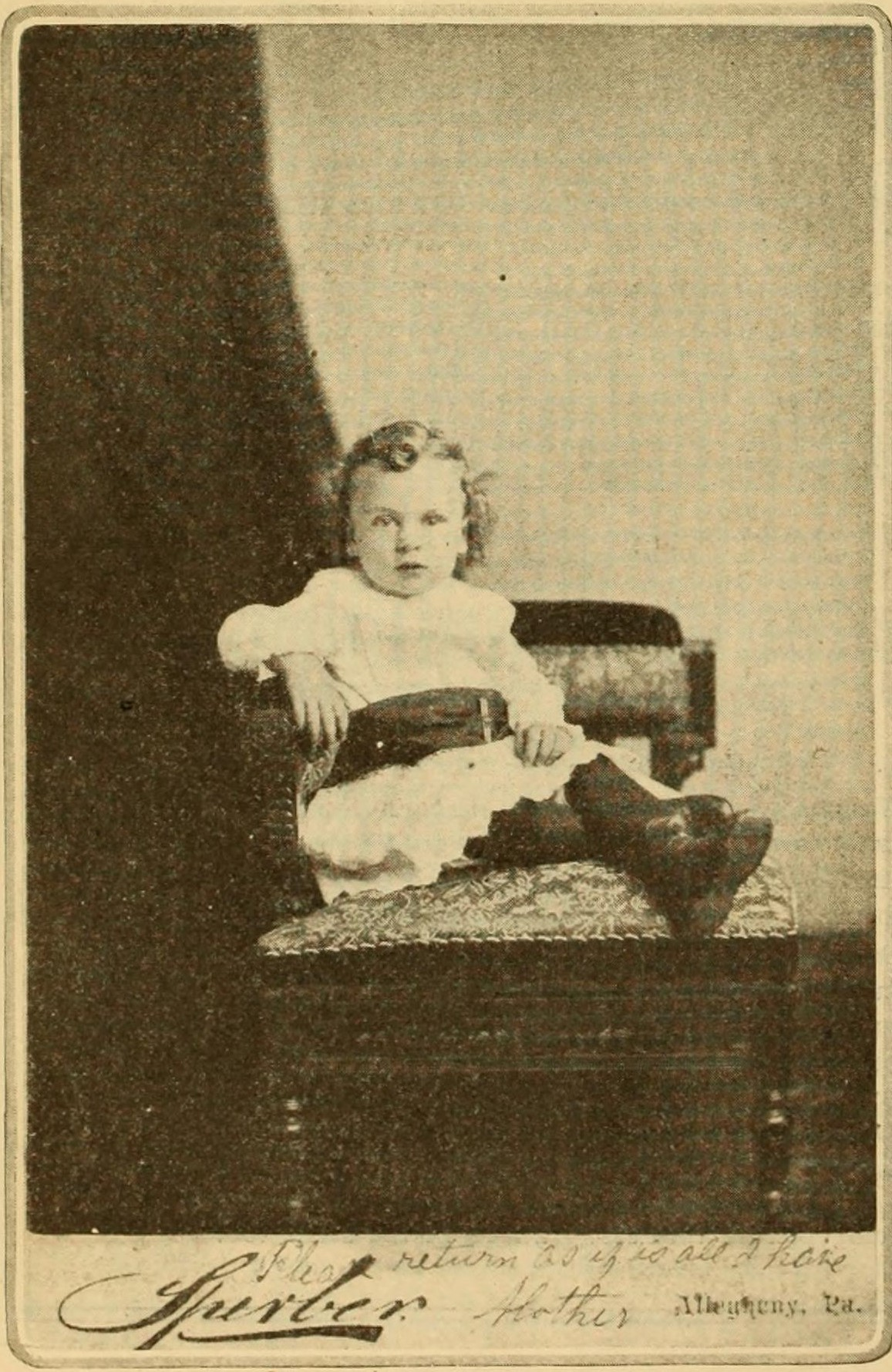
サイレント期の俳優トーマス・ミーアン（1880年代）
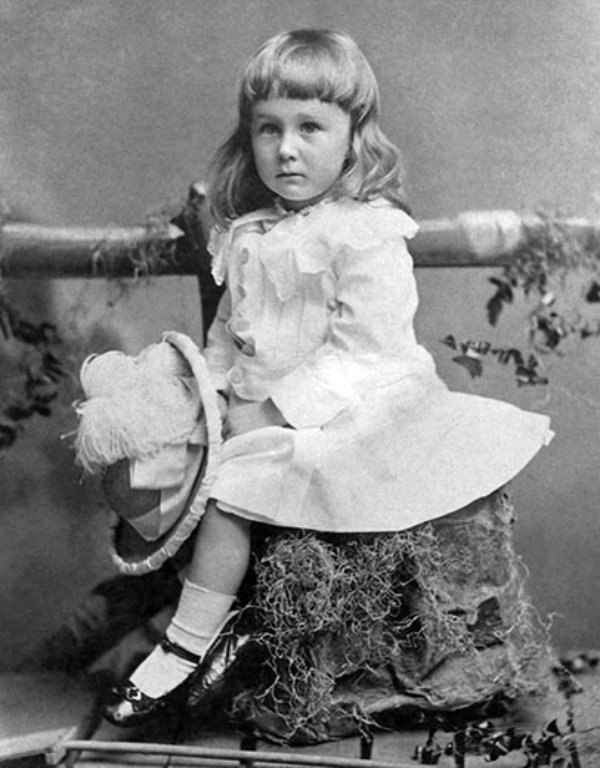
2歳のときのフランクリン・ルーズベルト（1884年）
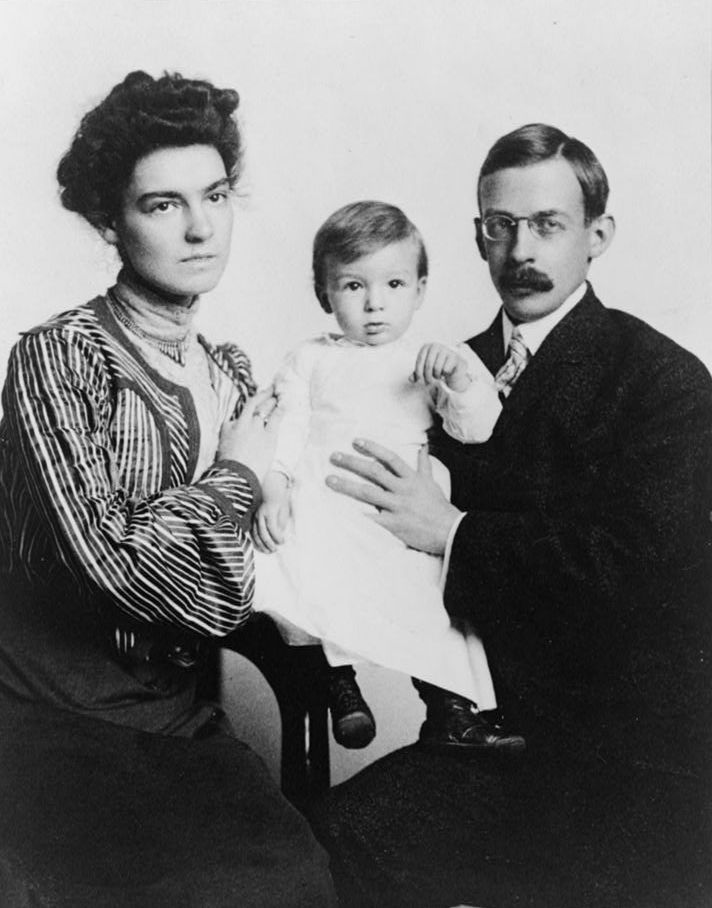
両親に抱えられるメルビル・ベル・グロブナー（1902年）